# Municipio de Spencer (condado de Harrison)
El municipio de Spencer (en inglés: Spencer Township) es un municipio ubicado en el condado de Harrison en el estado estadounidense de Indiana. En el año 2010 tenía una población de 1855 habitantes y una densidad poblacional de 18,69 personas por km².

## Geografía
El municipio de Spencer se encuentra ubicado en las coordenadas 38°17′17″N 86°13′20″O / 38.28806, -86.22222. Según la Oficina del Censo de los Estados Unidos, el municipio tiene una superficie total de 99.26 km², de la cual 99,26 km² corresponden a tierra firme y (0 %) 0 km² es agua.

## Demografía
Según el censo de 2010, había 1855 personas residiendo en el municipio de Spencer. La densidad de población era de 18,69 hab./km². De los 1855 habitantes, el municipio de Spencer estaba compuesto por el 98,6 % blancos, el 0,11 % eran afroamericanos, el 0,16 % eran amerindios, el 0,27 % eran asiáticos, el 0,38 % eran de otras razas y el 0,49 % eran de una mezcla de razas. Del total de la población el 1,19 % eran hispanos o latinos de cualquier raza.